# Comuna Jerdova, Brovarî
Jerdova (în ucraineană Жердова) este o comună în raionul Brovarî, regiunea Kiev, Ucraina, formată din satele Jerdova (reședința), Kuibîșeve, Mîhailivka, Pidlissea, Tarasivka, Vilne și Zaharivka.

## Demografie
Componența lingvistică a comunei Jerdova
     Ucraineană (96,97%)
     Rusă (2,6%)
     Alte limbi (0,2%)
Conform recensământului din 2001, majoritatea populației comunei Jerdova era vorbitoare de ucraineană (96,97%), existând în minoritate și vorbitori de rusă (2,6%).